# Shoʻrchi
Shoʻrchi (uzb. cyr.: Шўрчи; ros.: Шурчи, Szurczi) – miasto w południowo-wschodnim Uzbekistanie, w wilajecie surchandaryjskim, siedziba administracyjna tumanu Shoʻrchi. W 1989 roku liczyło ok. 16,5 tys. mieszkańców. Ośrodek przemysłu włókienniczego, drzewnego i ceramicznego.
Miejscowość otrzymała prawa miejskie w 1976 roku.